# Росохи (Мазовецьке воєводство)
Росохи (пол. Rosochy) — село в Польщі, у гміні Ступськ Млавського повіту Мазовецького воєводства.
Населення — 117 осіб (2011).
У 1975-1998 роках село належало до Цехановського воєводства.

## Демографія
Демографічна структура станом на 31 березня 2011 року:
|          | Загалом | Допрацездатний вік | Працездатний вік | Постпрацездатний вік |
| -------- | ------- | ------------------ | ---------------- | -------------------- |
| Чоловіки | 55      | 15                 | 37               | 3                    |
| Жінки    | 62      | 21                 | 32               | 9                    |
| Разом    | 117     | 36                 | 69               | 12                   |